# Tim Leibold
Tim Leibold (Böblingen, 30 november 1993) is een Duitse voetballer die als doorgaans als linkervleugelverdediger speelt. In 2015 maakte hij in de 2. Bundesliga namens 1. FC Nürnberg zijn debuut in het betaalde voetbal. In januari 2023 maakte hij de overstap van Hamburger SV naar Sporting Kansas City.

## Clubloopbaan

### Jeugd
Leibold begon met voetballen bij SV Friolzheim. Na te zijn opgevallen tijdens een talentendag maakte hij na een jaar de overstap de jeugdacademie van VfB Stuttgart. Na zeven jaar deed hij een stapje terug ging hij naar TSF Ditzingen om uiteindelijk in de jeugd bij SGV Freiberg terecht te komen.

### SGV Freiberg
Op 11 augustus 2012 speelde Leibold in de Oberliga Baden-Württemberg tegen Offenburger FV zijn eerste wedstrijd bij de senioren. In het met 2-1 verloren uitduel startte hij in de basis. Op 21 oktober scoorde hij zijn eerste doelpunt tijdens de met 2-4 gewonnen uitwedstrijd tegen het tweede elftal van Stuttgarter Kickers. In de 18e minuut maakte hij de 1-1 gelijkmaker. Aan het einde van het seizoen maakte hij de overstap naar het tweede elftal van VfB Stuttgart.

### VfB Stuttgart II
Op 20 juli 2013 maakte hij in het tweede elftal zijn debuut voor een uitwedstrijd in de 3. Liga tegen het tweede elftal van Borussia Dortmund. Trainer Jürgen Kramny liet hem in de basis starten. Een week later liep hij in de uitwedstrijd tegen SV Darmstadt 98 tegen zijn eerste rode kaart aan in het profvoetbal. Na twee keer geel werd hij door scheidsrechter Alexander Sather van het veld gestuurd. De schorsing had geen kwalijke gevolgen want hij behield zijn basisplaats. Op 7 december 2013 haalde hoofdcoach Thomas Schneider hem voor de eerste keer bij de hoofdselectie voor de thuiswedstrijd tegen Hannover 96. In de MHPArena kwam hij niet in actie. In zijn tweede seizoen (2014/15) bleef hij actief in het tweede elftal en maakte hij op 30 augustus zijn eerste en enige doelpunt in het shirt van Stuttgart. In het met 3-3 gelijkgespeelde uitduel tegen SG Sonnenhof Großaspach maakte hij in de 31e minuut na een voorzet van Timo Baumgartl de 1-1 gelijkmaker. Hij werd door technisch directeur Fredi Bobic te licht bevonden voor het eerste elftal waardoor hij Stuttgart verliet en hij zijn loopbaan voortzette bij 1. FC Nürnberg.

### 1. FC Nürnberg
In februari 2015 tekende Leibold ruim voor de start van de competitie een contract met de Zuid-Duitse club. Een paar maanden later op 23 augustus maakte hij onder trainer René Weiler zijn debuut in de 2. Bundesliga tijdens de uitwedstrijd tegen VfL Bochum. In het Vonovia Ruhrstadion begon hij in de basis. Dit veranderde de rest van het seizoen niet en kwam hij in de competitie tot 26 basisplaatsen. Op 29 november maakte hij tijdens de met 0-4 gewonnen uitwedstrijd tegen FC St. Pauli zijn eerste doelpunt voor Nürnberg. In het Millerntor-Stadion in Hamburg maakte hij in de 53e minuut na een voorzet van Alessandro Schöpf de 0-3. Hij eindigde met Nürnberg op de derde plaats waarna play-off wedstrijden volgden tegen Eintracht Frankfurt. Leibold speelde beide wedstrijden mee waarin in de Deutsche Bank Park in Frankfurt am Main met 1-1 gelijk werd gespeeld. In de terugwedstrijd werd in Nürnberg door een doelpunt van Haris Seferović met 0-1 verloren. Leibold bleef hierdoor in de 2. Bundesliga. In zijn tweede seizoen (2016/17) bleef zijn inzet beperkt tot 12 wedstrijden doordat hij eind november geblesseerd raakte. Dit betekende direct het einde van het seizoen voor Leibold. In het seizoen 2017/18 kwam hij sterk terug en werd hij vaste basisspeler in het team van de nieuwe trainer Michael Köllner. In maart verlengde hij zijn contract. Hij kwam in de competitie tot 32 basisplaatsen en eindigde met Nürnberg op de tweede plaats. Vanwege dit resultaat volgde promotie naar de Bundesliga. In zijn vierde seizoen (2018/19) maakte hij op 25 augustus tijdens de uitwedstrijd tegen Hertha BSC zijn debuut op het hoogste Duitse niveau. In het Olympiastadion begon hij in de basis. Nürnberg verkeerde het gehele seizoen in de onderste regionen van de ranglijst en eindigde uiteindelijk op de 18e plaats waardoor men weer terugkeerde naar de 2. Bundesliga. Leibold vervolgde na vier jaar zijn loopbaan bij Hamburger SV.

### Hamburger SV
Leibold speelde vier seizoenen bij Hamburger SV waarin hij tot 83 wedstrijden kwam in zowel de competitie als beker. Hij maakte in deze wedstrijden vijf doelpunten. In de zomer van 2019 tekende hij een vierjarig contract. Op 28 juli 2019 maakte hij onder trainer Dieter Hecking zijn debuut bij de Noord-Duitse club in de thuiswedstrijd tegen SV Darmstadt 98. In het Volksparkstadion in Hamburg begon hij in de basis en maakte hij de volledige 90 minuten vol. Tijdens de 20e competitieronde op 3 februari 2020 maakte hij tijdens de met 1-3 gewonnen uitwedstrijd tegen VfL Bochum zijn eerste doelpunt voor Die Rothosen. Hij mistte in zijn eerste seizoen in zowel competitie als beker geen enkele minuut. Hij eindigde met Hamburger SV op de vierde plaats waardoor promotie werd misgelopen. In zijn tweede seizoen (2020/21) werd hij door de nieuwe trainer Daniel Thioune als opvolger van Aaron Hunt tot nieuwe aanvoerder gemaakt. Wegens een tijdens de stadsderby tegen FC St. Pauli opgelopen rode kaart en een paar lichte blessures lukte het hem dit seizoen niet om alle wedstrijden te spelen. De teller bleef steken op 30 basisplaatsen waarin hij geen enkele keer gewisseld werd. Een vierde plaats was wederom het hoogst haalbare.
In zijn derde seizoen (2021/22) verloor Leibold onder de nieuwe trainer Tim Walter zijn aanvoerdersband aan Sebastian Schonlau. Daarnaast sloeg in de tweede ronde van DFB-Pokal het noodlot toe. Tijdens de uitwedstrijd tegen 1. FC Nürnberg scheurde hij zijn kruisband. Het seizoen kwam daardoor voor hem vroegtijdig ten einde. Miro Muheim kwam als zijn vervanger in de ploeg. In het seizoen 2022/23 bleef Walter trouw aan Muheim waardoor Leibold enkel als wisselspeler in actie kwam. Begin oktober scheurde hij tijdens het uitlopen na de wedstrijd tegen 1. FC Kaiserslautern een spier waardoor hij wederom langere tijd niet inzetbaar was. In januari 2023 bereikte hij een akkoord met Hamburger SV waardoor zijn contract vroegtijdig beëindigd werd. Hij vertrok uit Europa en ging voetballen in Amerika waar hij kwam te spelen bij Sporting Kansas City.

### Sporting Kansas City
In januari 2023 tekende Leibold een contract tot 2025 bij de Amerikaanse club. Op 28 februari 2023 maakte hij onder trainer Peter Vermes tijdens de uitwedstrijd tegen de Portland Timbers zijn debuut in de Major League Soccer. Hij kwam in de 73e minuut in het veld voor Ben Sweat. Drie weken later was er tijdens de thuiswedstrijd tegen Los Angeles Galaxy voor de eerste keer een basisplaats voor hem weggelegd. In de 77e minuut verliet hij geblesseerd hij veld. Leibold stond vervolgens twee maanden langs de kant waardoor hij in zijn eerste seizoen tot negen basisplaatsen kwam. 
In het seizoen 2024 lukte het Leibold vanaf de start van de competitie als linkerverdediger een basisplaats te veroveren. Op 30 juni maakte hij zijn eerste doelpunt voor Kansas City tijdens de met 2-0 gewonnen thuiswedstrijd tegen Austin FC. In het eigen Children's Mercy Park maakte hij in de 26e minuut na een voorzet van Kayden Pierre de 1-0. Leibold bereikte met Kansas dit seizoen de finale van de Amerikaanse voetbalbeker. In de finale werd na verlenging mede door een doelpunt van Olivier Giroud met 3-1 verloren van Los Angeles FC. Tijdens deze wedstrijd kwam Leibold in de 82e minuut in de ploeg voor Logan Ndenbe. Leibold maakte in het seizoen 2025 op 20 februari zijn debuut in de Concacaf Champions Cup tijdens de uitwedstrijd tegen Inter Miami.

## Clubstatistieken
| Seizoen                         | Club                 | Competitie                 | Competitie | Competitie | Beker | Beker | Internationaal | Internationaal | Overig | Overig | Totaal | Totaal |
| Seizoen                         | Club                 | Competitie                 | Wed.       | Dlp.       | Wed.  | Dlp.  | Wed.           | Dlp.           | Wed.   | Dlp.   | Wed.   | Dlp.   |
| ------------------------------- | -------------------- | -------------------------- | ---------- | ---------- | ----- | ----- | -------------- | -------------- | ------ | ------ | ------ | ------ |
| 2012/13                         | SGV Freiberg         | Oberliga Baden-Württemberg | 33         | 5          | 0     | 0     | 0              | 0              | 0      | 0      | 33     | 5      |
| 2013/14                         | VfB Stuttgart II     | 3. Liga                    | 28         | 0          | 0     | 0     | 0              | 0              | 0      | 0      | 28     | 0      |
| 2014/15                         | VfB Stuttgart II     | 3. Liga                    | 26         | 1          | 0     | 0     | 0              | 0              | 0      | 0      | 26     | 1      |
| 2015/16                         | 1. FC Nürnberg       | 2. Bundesliga              | 28         | 4          | 2     | 1     | 0              | 0              | 4      | 0      | 34     | 5      |
| 2016/17                         | 1. FC Nürnberg       | 2. Bundesliga              | 10         | 0          | 2     | 0     | 0              | 0              | 0      | 0      | 12     | 0      |
| 2017/18                         | 1. FC Nürnberg       | 2. Bundesliga              | 32         | 4          | 3     | 1     | 0              | 0              | 0      | 0      | 35     | 5      |
| 2018/19                         | 1. FC Nürnberg       | Bundesliga                 | 32         | 0          | 2     | 0     | 0              | 0              | 0      | 0      | 34     | 0      |
| 2019/20                         | Hamburger SV         | 2. Bundesliga              | 34         | 1          | 2     | 0     | 0              | 0              | 0      | 0      | 36     | 1      |
| 2020/21                         | Hamburger SV         | 2. Bundesliga              | 29         | 4          | 1     | 0     | 0              | 0              | 0      | 0      | 30     | 4      |
| 2021/22                         | Hamburger SV         | 2. Bundesliga              | 11         | 0          | 2     | 0     | 0              | 0              | 0      | 0      | 13     | 0      |
| 2022/23                         | Hamburger SV         | 2. Bundesliga              | 4          | 0          | 0     | 0     | 0              | 0              | 0      | 0      | 4      | 0      |
| 2023                            | Sporting Kansas City | Major League Soccer        | 17         | 0          | 3     | 0     | 0              | 0              | 1      | 0      | 21     | 0      |
| 2024                            | Sporting Kansas City | Major League Soccer        | 28         | 1          | 4     | 0     | 0              | 0              | 3      | 0      | 35     | 1      |
| 2025                            | Sporting Kansas City | Major League Soccer        | 0          | 0          | 0     | 0     | 1              | 0              | 0      | 0      | 1      | 0      |
| Carrière totaal                 | Carrière totaal      | Carrière totaal            | 312        | 20         | 21    | 2     | 1              | 0              | 8      | 0      | 342    | 22     |
| Bijgewerkt tot 25 februari 2025 |                      |                            |            |            |       |       |                |                |        |        |        |        |

- In het seizoen 2015/16 speelde Leibold naast de play-off wedstrijden twee keer mee met het tweede elftal;
- In het seizoen 2023 en 2024 kwam hij namens Kansas City eveneens uit in de Leagues Cup.

## Interlandloopbaan
Begin oktober 2013 werd Leibold door bondscoach Frank Wormuth voor de eerste keer geselecteerd voor een Duits jeugdelftal. Hij werd door Wormuth opgeroepen om met Duitsland –20 deel te nemen aan een vierlandentoernooi in Nederland. Op 10 oktober maakte hij op Sportpark Molenbroek van VV Gemert zijn debuut tijdens de met 3-0 gewonnen wedstrijd tegen de leeftijdsgenoten van Turkije . Leibold won met Duitsland het vriendschappelijk toernooi waarbij hij in de overige twee wedstrijden tegen Nederland en Tsjechië in actie kwam. Hij speelde later in het jaar nog twee oefenduels met deze leeftijdscategorie waardoor hij tot vijf jeugdinterlands kwam. Hij speelde in deze wedstrijden samen met onder andere Yannick Gerhardt, Marius Müller, Mitchell Weiser en Niclas Füllkrug.

### Interlandstatistieken
| Jeugdinterlands van Tim Leibold voor Duitsland | Jeugdinterlands van Tim Leibold voor Duitsland | Jeugdinterlands van Tim Leibold voor Duitsland | Jeugdinterlands van Tim Leibold voor Duitsland | Jeugdinterlands van Tim Leibold voor Duitsland | Jeugdinterlands van Tim Leibold voor Duitsland |
| №                                              | Datum                                          | Wedstrijd                                      | Uitslag                                        | Soort Wedstrijd                                | Doelpunten                                     |
| Als speler bij Duitsland –20                   | Als speler bij Duitsland –20                   | Als speler bij Duitsland –20                   | Als speler bij Duitsland –20                   | Als speler bij Duitsland –20                   | Als speler bij Duitsland –20                   |
| ---------------------------------------------- | ---------------------------------------------- | ---------------------------------------------- | ---------------------------------------------- | ---------------------------------------------- | ---------------------------------------------- |
| 1.                                             | 10 oktober 2013                                | Duitsland – Turkije                            | 3 – 0                                          | Vriendschappelijk                              |                                                |
| 2.                                             | 12 oktober 2013                                | Nederland – Duitsland                          | 0 – 4                                          | Vriendschappelijk                              |                                                |
| 3.                                             | 14 oktober 2013                                | Tsjechië – Duitsland                           | 1 – 1                                          | Vriendschappelijk                              |                                                |
| 4.                                             | 14 november 2013                               | Italië – Duitsland                             | 1 – 1                                          | Vriendschappelijk                              |                                                |
| 5.                                             | 19 november 2013                               | Polen – Duitsland                              | 0 – 1                                          | Vriendschappelijk                              |                                                |
| Bijgewerkt tot 28 juli 2024                    |                                                |                                                |                                                |                                                |                                                |

## Persoonlijk
Leibold komt uit een voetbalgezin zowel van vaders als moeders kant. In zijn jeugd voetbalde hij tot en met de B-junioren samen met zijn vier maanden oudere broer Steffen. Op het moment dat VfB Stuttgart interesse toonde stelde hun vader als voorwaarde dat beide zoons over moesten komen of anders zou er niemand komen.